# Gorzków Nowy
Gorzków Nowy – wieś w Polsce położona w województwie śląskim, w powiecie myszkowskim, w gminie Niegowa.
W latach 1975–1998 miejscowość administracyjnie należała do województwa częstochowskiego.

## Historia
Gorzków już w XIV wieku wchodził w skład parafii lelowskiej. Za czasów Władysława Łokietka Lelów zyskał status osobnej kasztelanii, a w jego okolicach rycerstwo węgierskie za zasługi na rzecz księcia zyskało liczne nadania, m.in. Dąbrowno i Gorzków. W 1427 roku w dokumentach parafii lelowskiej wymieniony jest Gorzków, który płacił dziesięcinę proboszczowi lelowskiemu.
W 1581 roku Gorzków był własnością Józefa Gorzkowskiego. Od II połowy XVI wieku dzierżył ją Stanisław Jackowski. Po 1595 roku wieś oddano w dzierżawę Janowi Maluskiemu, następnie Andrzejowi Łagiewnickiemu. W 1706 roku Józef z Kurozwęk Męciński przekazał Gorzków razem z Postaszowicami i Trzebniowem na rzecz ojców paulinów w Leśniowie. Oficjalne przejęcie tych dóbr nastąpiło w 1707 roku. W latach 1739–1763 Gorzków płacił dziesięcinę na kaplicę Bystrzanowskich w Lelowie. W źródłach wymieniony jest dziedzic Gorzkowa Jan Grad, który był jednym z fundatorów tej kaplicy w XV wieku. Patronat nad tą kaplicą miał dziedzic Gorzkowa i Bystrzanowic. Według wykazu z 1823 roku w ramach dziesięciny proboszcz lelowski otrzymywał rocznie od dworu w Gorzkowie 30 złp, a od gromady z Gorzkowa 60 złp. W 1827 roku wieś miała 12 domów i 192 mieszkańców, ziemi dworskiej 373 morgi.
Wioska Gorzków do połowy XIX wieku należała do parafii Lelów, następnie przez kilkadziesiąt lat do parafii w Niegowie. W 1900 roku przyłączona została do parafii Złoty Potok. W 2009 powołano nową parafię pw. św. Jana Berchamnsa w Gorzkowie-Trzebniowie. W jej skład weszły: Gorzków Nowy, Gorzków Stary, Góry Gorzkowskie, Ludwinów i Trzebniów.
W dostępnych źródłach wymieniana jest przez długi okres miejscowość Gorzków bez podziału na Nowy i Stary. Najprawdopodobniej dwór gorzkowski znajdował się na terenie dzisiejszego Gorzkowa Nowego (według podań mieszkańców na dzisiejszej posesji Marka i Anety Palów). Po parcelacji majątku przez dziedzica Paciorkowskiego ludność zaczęła osiedlać się na tej ziemi i nową część wsi nazwano Gorzkowem Nowym, a starą część Gorzkowem Starym. W okresie międzywojennym przez Gorzków Nowy biegła bita droga. We wsi funkcjonowała straż ogniowa oraz sklep spożywczy. Istniała 4-klasowa szkoła powszechna, która znajdowała się w prywatnych domach u Nocunia i Krzykalskiego, a następnie u Dziadczyka i Krzykalskiego.
Po wojnie życie we wsi diametralnie się zmieniło. W latach 60. powstała droga łącząca Gorzków z Myszkowem, dzięki czemu wielu mieszkańców mogło dojechać do pracy w pobliskich miastach. Zelektryfikowano wieś. W 1981 roku rozpoczęto budowę kaplicy pod wezwaniem św. Maksymiliana M. Kolbe, która została poświęcona 16 listopada 1985 roku. W 1986 roku zakończono budowę remizo-świetlicy. Wszystkie te działania wiązały się z ogromnym wkładem mieszkańców zarówno Gorzkowa Nowego, jak i Starego.
Obecnie w Gorzkowie Nowym znajdują się placówki handlowe, gospodarstwo agroturystyczne, remiza strażacka, kaplica.

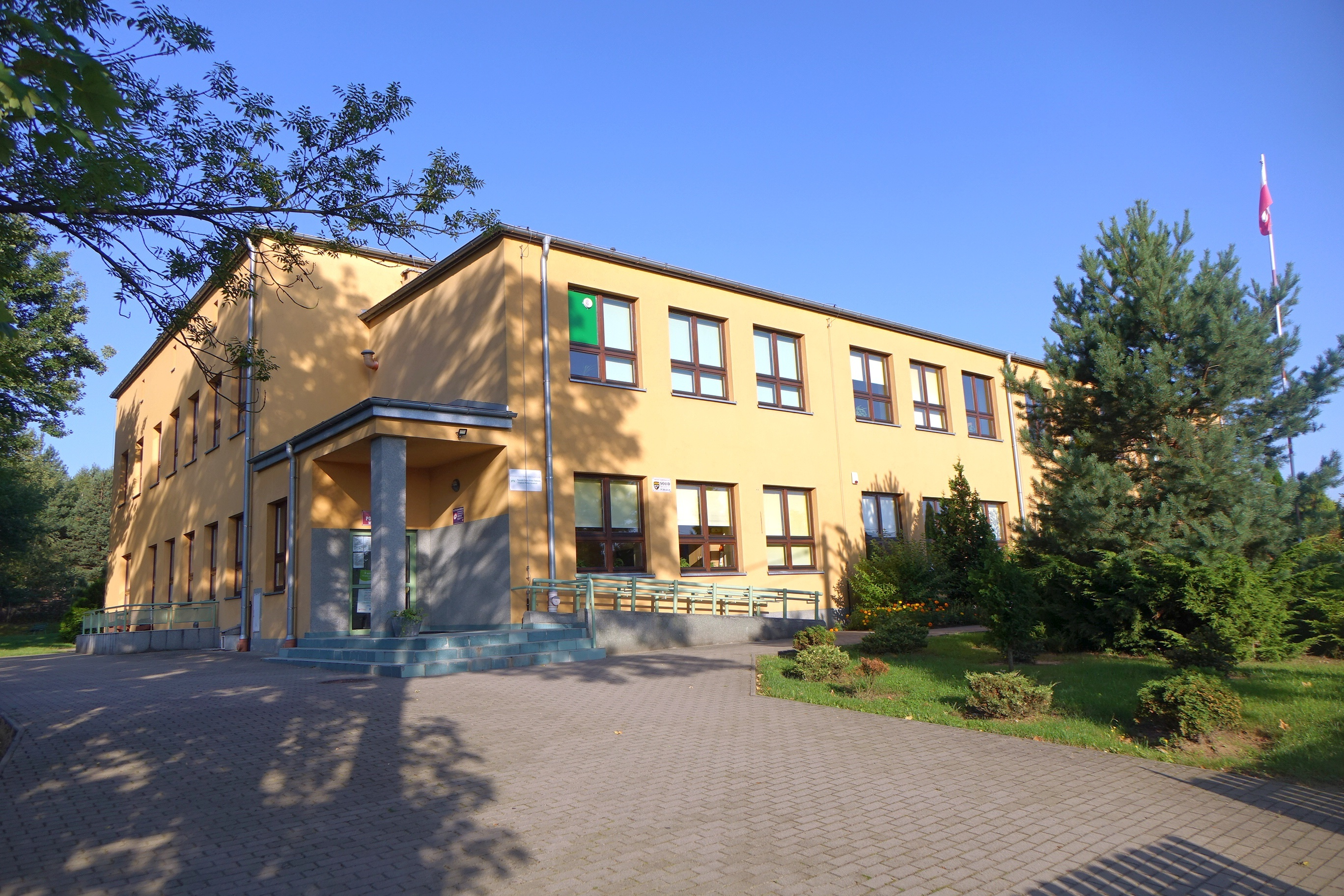
Szkoła

Zobacz też: Gorzków Stary, Gorzków-Osada, Gorzków-Wieś